# Journey to Silius
Journey to Silius, i Japan känt som [rʌf] World (ラフワールド Rafu Wārudo?), är ett sidscrollande spring och skjut-spel från 1990, utvecklat av Tokai Engineering och utgivet av Sunsoft och Mattel till NES. Spelet släpptes i Europa och Australien 1990, i Japan den 10 augusti 1990 och i Nordamerika i september samma år.
Spelet var ursprungligen tänkt att vara baserat på filmen Terminator från 1984, men medan spelet utvecklades förlorade man licensen. och berättelsen fick ändras.

## Handling
Året är "0373", och Jorden har blivit överbefolkad, och människor byggt rymdkolonier och bosätter sig där. Huvudpersonen, Jay McCray, skall rädda en rymdkoloni (#428 i Silius planetsystem) från de terrorister som bär ansvaret för hans fars död.

### Fotnoter
1. 1 2 3 4 5   Journey to Silius Release Information for NES, GameFAQs, arkiverad från ursprungsadressen  den 2 september 2012, https://web.archive.org/web/20120902014141/http://www.gamefaqs.com/nes/587372-journey-to-silius/data, läst 14 september 2013
2. ↑  ”Journey to Silius”. NES DB. 27 februari 1990. Arkiverad från originalet den 11 mars 2015. https://web.archive.org/web/20150311184320/http://www.nesdb.se/game_more.php?id=766&rid=1. Läst 22 april 2014.
3. ↑  ”Pak Watch - Terminator”. Nintendo Power (Vol. 7):  sid. p. 86. juli–augusti 1989.
4. ↑  Nintendo Magasinet. Power Player Nummer 7, sida 7.